# فؤاد مغربل
فؤاد مغربل فنان تشكيلي سعودي ولد في المدينة المنورة عام 1951م (1370هـ). يعد من أشهر الفنانين التشكيليين في الملكة العربية السعودية نظراً لجهوده في نشر الثقافة الفنية، وإصراره على إبراز عشقه للمدينة المنورة التي تشكل روح معظم لوحاته. أسس مع الرسامين صالح خطاب ومحمد سيام جماعة فناني المدينة المنورة التي تعتبر رائدة الجماعات التشكيلية في السعودية، وعين رئيساً لفرع جمعية الثقافة والفنون في المدينة المنورة في 2007.

## التعليم
- حاصل على شهادة الدكتوراه في التربية الفنية من جامعة هل في بريطانيا عام 2000م.
- حاصل على ماجستير التربية الفنية من الولايات المتحدة الأمريكية عام 1984م.
- حاصل على بكالوريوس التربية الفنية من جامعة حلوان في القاهرة عام 1978م.[4]

## العمل
- رأس قسم التربية الفنية بكلية المعلمين في جامعة طيبة بالمدينة المنورة.
- عين رئيساً لفرع جمعية الثقافة والفنون في المدينة المنورة في مارس 2007م خلفاً لحسن الجوادي.[5]
- عمل مشرفاً ثقافياً بالملحقية الثقافية في إيطاليا.
- عضو مؤسس في جماعة أصدقاء الفن التشكيلي لدول مجلس التعاون الخليجي.
- عضو مؤسس لجماعة فناني المدينة المنورة التشكيلية.[6]

## معارض فنية
- معرض في جامعة دنفر في أمريكا 1983م.
- معرض بمدينة بولدرفي أمريكا 1983م.
- جامعة نيو ميكسيكو في أمريكا 1983م.
- صالة روشان بجده 1984م.
- صالة بيت التشكيلين في جده 1985م.
- كلية الفنون التطبيقية بالقاهرة 1996م.
- معرض مشترك مع الفنان صلاح طاهر بالقاهرة 1996م.
- معرض بالإسكندرية باتيليية الفنون 1997م.
- معرض بالسفارة السعودية في بريطانيا 1997م.
- معرض جامعة هل في بريطانيا 1998م.
- معرض بكلية الوايك هل في بريطانيا 1998م.
- معرض أكاديمية الملك فهد في لندن 1999م.
- معرض مشترك مع الفنان طه صبان بجده 1999م.
- معرض بالمكتب الثقافي السعودي في لندن 2000م.
- معرض في فندق الفورسيزون بالقاهرة 1999.
- معرض بمناسبة اليوم الوطني السعودي في روما بفندق جراند حياة 2013م.
- معرض بجناح الملحقية الثقافية السعودية في إيطاليا بمعرض الكتاب الدولي في مدينة تورينو الإيطالية 2013م.[7]

اشتهر برسوماته للتراث الشعبي، واشتهر أيضا برسوماته للمدينة المنورة. يتميز أسلوبه بالمدرستين التكعيبية والتجريبية.

## المؤلفات
1. طيبة في عيون فنان تشكيلي.
2. إضاءة للذكرى (بالاشتراك مع أحمد فلمبان).[8]
3. مصادر الإلهام في الفن التشكيلي السعودي.[9]